# Johann Philipp Crollius
Johann Philipp Crollius (* 1. Januar 1693 in Heidelberg; † 14. Januar 1767 in Zweibrücken) war ein deutscher Pädagoge und Historiker.

## Leben

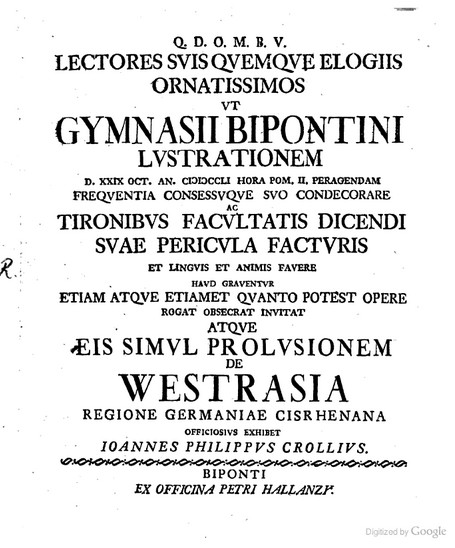
Lectores Svis Qvemqve Elogiis Ornatissimos Vt Gymnasii Bipontini, 1751

Der Sohn des reformierten Heidelberger Theologieprofessors und Universitätsrektors Johann Lorenz Crollius (1641–1709) aus dessen erster Ehe mit Anna Margaretha Meisterlin wuchs in Marburg auf, wohin seine Eltern im Mai 1693 nach der Einnahme Heidelbergs im Pfälzischen Erbfolgekrieg geflüchtet waren. Nach dem Tod seiner Eltern studierte er in Basel bei dem Theologen und Historiker Jacob Christoph Iselin (1681–1737), dem Freund seines verstorbenen Vaters, der den Jungen bei sich aufnahm und nach Kräften förderte. Als Herzog Gustav Samuel Leopold 1721 das Zweibrücker gymnasium illustre, das spätere Herzog-Wolfgang-Gymnasium, zu höherem Ansehen bringen wollte, wurde der kaum 28-jährige Crollius zum Rektor und Professor für Geschichte und Beredsamkeit nach Zweibrücken berufen. Er warb seit 1721 für den Besuch der Schule mit der Herausgabe der jährlich gehaltenen Abschlussreden, der orationes, als Druckschriften.  Daneben begann er 1725 eine Büchersammlung bei der Schule, aus der später, vermehrt um die fürstliche Büchersammlung, die „Bibliotheca Bipontina“ entstand. Ebenfalls 1725 verheiratete er sich in erster Ehe mit Margaretha Gabriela Joannis, der Tochter seines Vorgängers, 1741 in zweiter Ehe mit Maria Caesar.
Johann Philipp Crollius steht als Zweibrücker Gymnasialrektor wie als Historiker neben seinem Schwiegervater Georg Christian Joannis und seinem Sohn Georg Christian Crollius. Seine und seiner Gymnasiasten Reden sind vielfach die ersten wissenschaftlich untermauerten Darstellungen des jeweiligen Themas. Bevorzugt wurden Themen aus der Regionalgeschichte Pfalz-Zweibrückens behandelt.

## Werke

### Autor
Druckort ist jeweils Zweibrücken:
// Oratio de celebri quondam Alexandrinorum Museo, 1721.
// Oratio de publica populi Bipontini laetitia, 1734.
// Allocutio votiva, 1734.
// Kloster Werschweiler. Im Zweibrücker Kalender 1738.
// Verum sermonis Latini pretium usumque edocet, 1750.
// Prolusio de Westrasia, 1751.

### Herausgeber
Druckort ist jeweils Zweibrücken. Die Reden erschienen unter den Namen der Schüler:
// Oratio de Castro Trifels, Henning Nicolaus Johannes Schlaaff, 1726.
// Oratio de Cussella, Adolph Balthasar Euler, 1726.
// Oratio de Meisenhemio, Gabriel Brynolph Sundahl, 1727.
// Oratio de Hornbaco, Christoph Keller, 1728.
// Oratio de Tabernis Montanis, Friderich Julius Marx, 1730.
// Oratio de Biponto, Johann Wilhelm Cnefelius, 1731.
// Oratio de Dioecesi Beckelnhemensi, Johann Casimir Fuchs, 1732.
// Oratio de Anvilla, Georg Friedrich Ludwig Müller, 1755–1767.